# Dichiarazione di valore
La dichiarazione di valore è un documento rilasciato dalle autorità consolari italiane a coloro che, avendo conseguito un titolo di studio presso istituti di istruzione stranieri, intendono proseguire gli studi in Italia oppure richiedere l'equipollenza del titolo, anche per finalità di accesso agli ordini professionali italiani.

## Contenuto del documento
I dati riportati nella dichiarazione di valore riguardano la denominazione dell'istituzione scolastica o universitaria, il valore del titolo nel paese in cui esso è stato conseguito, la durata del corso di studi, il curriculum degli studi, gli esami di profitto sostenuti, ed ogni altra informazione ritenuta utile alla sua valutazione in Italia.

## Funzione del documento
Il riconoscimento, o l'equipollenza dei titoli in Italia, compete a specifiche autorità italiane:
- Gli Uffici scolastici provinciali per quanto concerne l'equipollenza dei diplomi di livello pre-universitario;
- Le Università per quanto concerne l'equipollenza delle Lauree estere, specie nel caso di conseguimento di doppia laurea;
- Il Ministero dell'istruzione, Università e Ricerca per l'equipollenza accademica dei dottorati (Ph.D.) esteri;
- I vari Ministeri per quanto concerne i riconoscimenti professionali (ai fini dell'esercizio di professioni regolamentate).[1]

Tale procedura è necessaria in quanto i titoli di studio o professionali conseguiti all'estero non sono automaticamente riconosciuti in Italia per l'esercizio di professioni regolamentate. D'altro canto, la dichiarazione di valore è sufficiente per esercitare in Italia professioni non regolamentate.

## Titoli comunitari
All'interno dell'Unione europea, è facoltativo — ma non obbligatorio — utilizzare la dichiarazione di valore. Infatti, nel 2007, il Consiglio di Stato ha stabilito [...] per quel che riguarda i titoli di studio conseguiti nell'ambito dell'U.E., che alla dichiarazione di valore non può essere riconosciuto un ruolo decisivo e discriminante. Infatti, la P.A. ha l'obbligo di motivare le sue decisioni con riguardo ai contenuti formativi del diploma, non semplicemente in relazione ad aspetti estrinseci rispetto alle competenze ed alle abilità professionali attestate dal titolo, quale formalmente è la dichiarazione di valore, ma sulla base di una valutazione sostanziale, mediante l'impiego (da valutarsi caso per caso da parte del responsabile del procedimento) di tutti gli strumenti istruttori normalmente disponibili (inclusa la corrispondenza diretta e/o diplomatica, considerata tuttavia nel suo aspetto ordinario di fonte di informazioni non aventi carattere esclusivo o infungibile). La richiesta della dichiarazione di valore, insomma, corrisponde ad una mera prassi, che non esclude il potere-dovere dell'Amministrazione di compiere le proprie autonome valutazioni anche qualora la rappresentanza diplomatica interessata non abbia fornito il riscontro richiesto o l'abbia fornito in termini generici od insufficienti.